# Akodia
Akodia är en ort i Indien.   Den ligger i distriktet Shajapur och delstaten Madhya Pradesh, i den centrala delen av landet, 600 km söder om huvudstaden New Delhi. Akodia ligger 463 meter över havet och antalet invånare är 11 278.
Terrängen runt Akodia är platt. Runt Akodia är det ganska tätbefolkat, med 214 invånare per kvadratkilometer. Närmaste större samhälle är Shujālpur, 11,7 km öster om Akodia. Trakten runt Akodia består till största delen av jordbruksmark.